# Molalatau
Molalatau – wieś w Botswanie w dystrykcie Central. Według spisu ludności z 2011 roku wieś liczyła 2396 mieszkańców.